# L'Houmeau
L'Houmeau è un comune francese di 2 152 abitanti situato nel dipartimento della Charente Marittima nella regione della Nuova Aquitania.

## Società

### Evoluzione demografica
Abitanti censiti